# 아와 해전

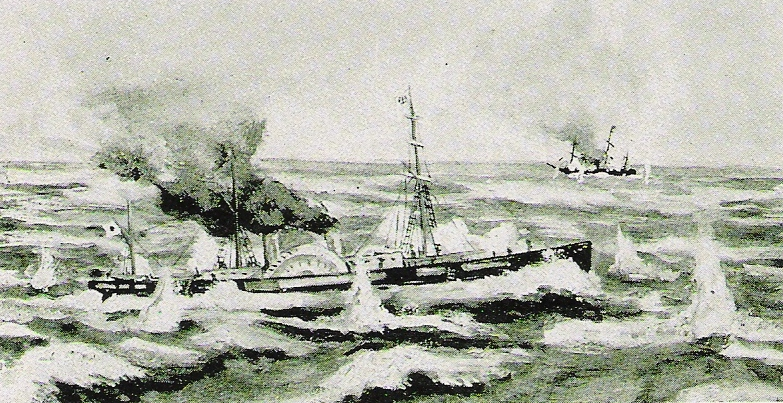
가스가마루와 가이요마루와의 조우

아와 해전(阿波沖海戦)은 보신 전쟁의 전투 중 하나로 일본사상 처음으로 증기기관을 장비한 근대 군함에 의한 해전이다. 고베 해전 이라고도 불린다. 같은 시기에 일어난 도바 후시미 전투등과는 달리 구 막부군 측이 승리한 전투이기도 하다.

## 개요
도바 후시미 전투 개시당시, 사쓰마번의 군함인 가스가마루, 운송선 호호마루, 헤이운마루가 고베항에 정박하여 가고시마로 돌아가려는 준비를 진행하고 있었다. 한편, 에노모토 다케아키가 이끄는 구 막부 해군의 가이요마루는 오사카 만에 정박하여 해상에서 도바 후시미 전투를 지켜보고 있었다.
1월 28일 이른 아침, 헤이운마루는 아카시 해협으로, 가스가마루와 호호마루는 기탄 해협을 향해 출항하였다. 이것을 가이요마루가 발견, 정선(停船)명령의 공포를 쏘지만 무시되었고, 즉시 임전태세에 들어간다. 가이요마루는 가스가마루와 호호마루를 추격하여, 적함에 총 25발의 포격을, 응전한 가스가마루는 총 18발의 포격을 가이요마루를 향해 발사하였지만, 어느 쪽도 큰 손해는 보지 않았다.
하지만 가스가마루는 별로 전의가 없기 때문에 패주하였고, 가이요마루보다 속력이 높았기 때문에 가고시마로 무사히 도망쳤다. 도망치지 못하고 유키 포구의 언덕에서 좌초한 호호마루는 나포(拿捕)될 것을 두려워하여 스스로 배를 불태웠다.
에노모토 다케아키는, 불타는 호호마루를 보고 ‘적이면서 훌륭하다’라고 칭찬하였다고 한다.